# Listronius ulus
Listronius ulus är en loppart som först beskrevs av Jordan et Rothschild 1923.  Listronius ulus ingår i släktet Listronius och familjen Rhopalopsyllidae. Inga underarter finns listade i Catalogue of Life.